# 月刊ペン事件
月刊ペン事件（げっかんペンじけん）は、日本の雑誌『月刊ペン』が1976年（昭和51年）3月号に掲載した「四重五重の大罪犯す創価学会」、4月号に掲載した「極悪の大罪犯す創価学会の実相」という記事が創価学会、同会の池田大作会長（後に名誉会長・SGI会長）、及び女性会員2名の名誉を毀損した名誉毀損罪（刑法230条ノ2）にあたるとして、編集長の隈部大蔵が刑事告訴され、有罪判決を受けた事件。
出版関係者が刑事告訴された名誉毀損事件で有罪判決を受けた最初の事例である。

## 経緯
1976年（昭和51年）6月11日に創価学会側より名誉毀損で刑事告訴。隈部が逮捕・起訴される。内容は創価学会、同会の池田大作会長（当時）、及び女性会員2名の名誉を毀損したというものである。
一審の1978年（昭和53年）6月29日東京地方裁判所判決、二審の1979年（昭和54年）12月12日東京高等裁判所判決とも、記事には「公共ノ利害ニ関スル事実」に当てはまらず、名誉毀損に当たるとして、記事の内容が真実であるかどうかについての検討が行われない状態で隈部を有罪とし、懲役10カ月、執行猶予1年の判決を言い渡した。
1981年（昭和56年）4月16日、最高裁判所第一小法廷は、隈部による上告には理由がないとしたうえで、私人であっても一定の社会的影響力があればその私生活に関する評論をすることには公共の利害に関する事実に当たる場合がある、という新たな基準を打ち出し、職権で原判決を破棄し、東京地裁に差し戻した。
- 「私人の私生活上の行状であつても、そのたずさわる社会的活動の性質及びこれを通じて社会に及ぼす影響力の程度などのいかんによつては、その社会的活動に対する批判ないし評価の一資料として、刑法二三〇条の二第一項にいう「公共ノ利害ニ関スル事実」にあたる場合があると解すべきである」

### 差し戻し審（地裁）
事実審理に入った差し戻し第一審では、記事の内容については真実証明がないとされ、1983年（昭和58年）6月10日に東京地裁が隈部に対し「罰金20万円」の有罪判決を下した。これは当時の罰金刑としては最高額である。マスコミ関係者に名誉毀損の刑事罰が言い渡されることは極めて希であり（戦後では月刊ペン事件、噂の真相事件、紙の爆弾事件のみ）、極めて重い処罰といえる。
- 「結局のところ、本件摘示事実については、いずれも真実証明がないことに帰する。」「全体を通じて見ると、被告人が本件につき入手していたという資料・情報は、その件数は一見多いように見えるものの、情報提供者の信頼性という基本的な部分の検討がはなはだ不十分であつてその点に大きな欠点を持つている上、内容的にも関連性が薄かつたりあるいは具体性のないものが多く、たまたま具体性のあるものは裏付けをとろうとするとできなかつたり、かえつて破綻をきたしたりし、更に言えば、そもそも裏付取材の質や克明さにもかけていたこと等が特徴的であり、結局情報等の確度を検討する上で必要な詰めを欠き、一方的なものを余りにも容易に受け容れたこと、さらには情報等の内容から直接又は合理的に推論しうる事実と範囲の見極めや推論の手法に強引さがつきまとつていたこと等が本件を招く結果になつたとの印象を拭うことができない」

### 差し戻し審（高裁）
1984年（昭和59年）7月18日には東京高裁が隈部の控訴を棄却。記事の内容には真実性が立証されたとはいいがたく、真実と信じるに足る証拠もないと判示した。
- 「男女関係を示唆するものとして関係証人によつて指摘された諸事実は、（中略）根拠の薄弱なものであつたり、うわさ、風聞のたぐいを出ないものであつたり、事実そのものが疑わしく証言内容の措信しがたいものなどに終始し、到底その真実性が立証されたとはいいがたい」「いずれも被告人において真実性を信ずるに足りる相当な理由のあることを基礎づける資料・根拠とはいいえないものであることなどにつき詳細説示するところは、いずれも正当として当裁判所もこれを是認することができ、原判決に所論の誤りがあるとは認められない」

隈部はさらに最高裁に上告したが、1987年（昭和62年）に本人が死亡し、審理は終了した。

## 被告
月刊ペン社は東京都中央区銀座3丁目の美術家会館ビル内にあった出版社で、財界から資本金1億円を集め、1968年に設立された。代表の原田倉治は福島県出身の右翼筋の総会屋で、児玉誉士夫とは同郷。ゴルフ場「高根カントリー倶楽部」を経営する熊谷観光、広告会社の東京弘報社の代表も務めていた。
『月刊ペン』編集長の隈部大蔵 （1920－1987）は熊本県出身、日大卒。陸軍中野学校出身で、戦後は米陸軍の情報機関CICスタッフとして働いたのち、西日本新聞の論説委員を経て、1974年に総合誌『月刊ペン』編集長に就任。法華経系の「大乗教団」の信者でもあり、月刊ペン以前にも『日蓮正宗・創価学会・公明党の破滅 - 日蓮正宗 危険な宗教・政党の体系的解剖』（あゆみ出版社、1970年、「隅田洋」名義）、『現代のさまよえる魂 - 釈尊と邪教の対話』（あゆみ出版社、 1970年）、『創価学会・公明党の解明』（展望社1969年、太陽出版1970年、「福島泰照」名義) といった創価学会批判本を上梓するも創価学会からの出版妨害に遭っていた（言論出版妨害事件参照）。その他の著書に『秘密戦の赤き花 生きている中野学校の魂』（日新報道 1973年）。

## 判決文
- 最高裁判所第一小法廷判決 昭和56年4月16日
- 東京高裁第三刑事部判決 昭和59年7月18日